# John Kenneth Galbraith
John Kenneth Galbraith, ofta kallad J. K. Galbraith, född 15 oktober 1908 i Iona Station, Ontario, död 29 april 2006 i Cambridge, Massachusetts, var en kanadensisk-amerikansk nationalekonom, författare och politisk debattör. Han var professor vid Harvard åren 1949-1975. Han var även biträdande chef för priskontrollsmyndigheten (Office of Price Control) under andra världskriget samt USA:s ambassadör i Indien 1961-1963. 
Galbraith var bland de mer inflytelserika nationalekonomerna i den amerikanska samhällsdebatten under 1900-talet. Han är känd som rådgivare till flera presidenter och presidentkandidater i USA, däribland John F. Kennedy och Lyndon B. Johnson. 
Galbraiths mest kända bok är Överflödets samhälle (engelska The Affluent Society, 1958) där han även myntade det kända uttrycket konventionell visdom, som syftar på etablerade uppfattningar och åsikter. 1968 tog han, i likhet med många andra amerikanska ekonomer, ställning för idén om negativ inkomstskatt. Med boken The Age of Uncertainty (1977) samt tv-serien som baserades på den, nådde han en större publik än någon annan nationalekonom tidigare gjort.
Galbraith betraktas som en keynesiansk och institutionell nationalekonom. År 1937 tillbringade han ett år vid Universitetet i Cambridge då Keynes var verksam där och som institutionell ekonom var han påverkad av Thorstein Veblen. Galbraiths bidrag bestod huvudsakligen inte av lanserande av nya formella teorier, utan i en skarp samtidsanalys. 
Galbraith har haft ett relativt begränsat inflytande på den akademiska litteraturen, bland annat eftersom han producerade få rent akademiska arbeten. Däremot var han under flera årtionden en inflytelserik röst i den amerikanska och internationella samhällsdebatten och han hade goda kontakter med främst demokratiska ledare och presidenter. Från 1970-talet började hans agenda att uppfattas som mindre aktuell i den amerikanska samhällsdebatten.

## Utmärkelser
Asteroiden 4089 Galbraith är uppkallad efter honom.

## Böcker
Galbraiths första bok, American Capitalism: The Concept of Countervailing Power (1952) skildrar ekonomin dominerad av stora företag och starka organisationer. Hans mest inflytelserika bok, The Affluent Society (1958), beskriver med hjälp av dråpliga exempel förhållandet mellan privat överflöd och offentlig resursknapphet.
Boken The New Industrial State (1967) analyserar de stora företagen. Den presenterar en ny klass kallad teknostrukturen vars mål är en stabil tillväxt. I Överflödets samhälle lanserar Galbraith även en teori om konvergens mellan kapitalism och socialism i de högorganiserade industrisamhällena, eftersom massproduktionens processer är desamma oavsett vilken politisk ideologi landet har. Detta gör den institutionella utvecklingen i de socialistiska och kapitalistiska samhällena likartade : "att syssla med varuproduktion /.../ blir alltmer, inte allt mindre, lika processer". Galbraith, som tidigare varit förespråkare för kapitalismen, menade nu att de kapitalistiska staterna inte bäst förstods som konkurrenssamhällen, utan att de påminde om plansystem.
De mest centrala teman som Galbraith använder i sitt författarskap är makt och pengar, spekulation och kriser samt rikedom och fattigdom. 
Galbraith gav ut sina memoarer, A Life in Our Times, år 1981.